# Evangelische Kirche (Birstein)

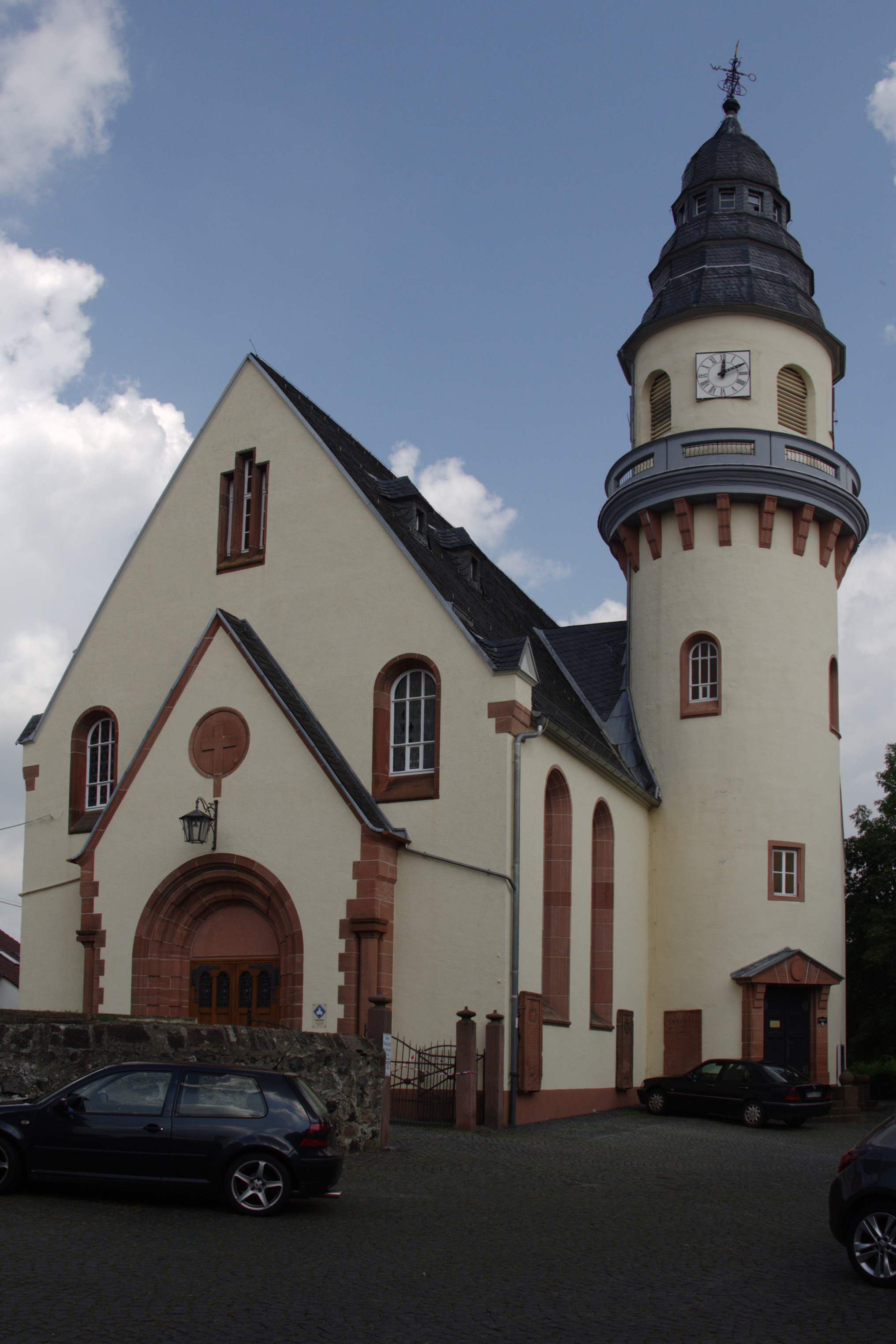
Evangelische Kirche (Birstein)

Die Evangelische Kirche Birstein ist ein denkmalgeschütztes Kirchengebäude, das in Birstein steht, einer Gemeinde im Main-Kinzig-Kreis (Hessen). Die Kirchengemeinde gehört zum Kirchenkreis Kinzigtal der Evangelischen Kirche von Kurhessen-Waldeck.

## Beschreibung
Nach einem Brand wurde die Saalkirche nach einem Entwurf von Ernst Faust wieder aufgebaut. Der runde Glockenturm des Vorgängerbaus aus dem 16. Jahrhundert, der in der Ecke zwischen Kirchenschiff und der Sakristei östlich des Chors steht, wurde beibehalten. Er erhielt allerdings eine gestufte, neobarocke Haube. Sein oberstes Geschoss oberhalb des Rundgangs beherbergt die Turmuhr und den Glockenstuhl. 
Die Orgel mit 22 Registern, zwei Manualen und Pedal wurde 2002 vom Mitteldeutschen Orgelbau A. Voigt errichtet.